# Omán az olimpiai játékokon
Omán 1984-ben vett részt először a nyári olimpiai játékokon és azóta valamennyi nyári olimpián képviseltette magát. Omán még nem vett részt a téli olimpiai játékokon, és sportolói még nem nyertek olimpiai érmet.
Az Ománi Olimpiai Bizottság 1982-ben alakult meg, a NOB még abban az évben felvette tagjai közé.